# オートファゴソーム
オートファゴソーム(Autophagosome)は、細胞内で二重膜に囲まれた球状の構造である。異常な細胞内タンパク質、過剰なまたは損傷した細胞小器官、侵入した微生物などの、細胞質の内容物を分解するシステムであるマクロオートファジーを担う。形成後、オートファゴソームは内容物をリソソームに送る。オートファゴソームの外膜はリソソームと融合し、オートリソソームを形成する。リソソームの加水分解酵素はオートファゴソームの含有物と内膜を分解する。
オートファゴソームの形成は、酵母から高等真核生物まで高度に保存された遺伝子により制御される。これらの遺伝子の命名法は論文によって異なっていたが、近年は単純化されている。かつてAPG、AUT、CVT、GSA、PAZ及びPDDとして知られた遺伝子ファミリーは、現在はATG (AuTophaGy related)ファミリーに統一された。
オートファゴソームの大きさは、哺乳類と酵母で異なる。酵母のオートファゴソームは約 500–900 nmであるが、哺乳類のオートファゴソームは 500–1500 nmと大きい。胚性幹細胞、胚の線維芽細胞、肝細胞等では、光学顕微鏡で環状の構造に見える。

## オートファゴソームの形成
オートファゴソームは小胞体上のオメガソームと呼ばれる構造から生じ、後にファゴフォアと呼ばれる構造が引き伸ばされる。
オートファゴソームの形成は、Atg12-Atg5とLC3複合体を通じて、Atg遺伝子によって調節される。Atg12-Atg5接合体はAtg16とも相互作用し、より大きな複合体を形成する。Atg12によるAtg5の修飾は、膜の伸長に必須である。
球状構造の形成後、ATG12-ATG5:ATG16L1複合体はオートファゴソームから解離する。LC3はATG4プロテアーゼにより切断され、細胞質型LC3が形成される。LC3の切断は、オートファゴソームと標的膜の最終的な融合に必須である。LC3は小胞に必要不可欠であり、融合の最後の瞬間まで結合したままであるため、免疫細胞染色においてオートファゴソームのマーカーとして用いられる。最初に、オートファゴソームはエンドソームまたはエンドソーム由来の小胞と融合する。これらの構造はアンフィソームまたはintermediate autophagic vacuoleと呼ばれる。これらの構造は、カテプシンDのような小さなリソソームタンパク質であってもエンドサイトーシスのマーカーを含む。
このプロセスは酵母でも類似しているが、遺伝子の名前は異なる。例えば、哺乳類のLC3は酵母ではAtg8であり、哺乳類細胞の前駆体構造とは異なるPre-Autophagosomal Structure (PAS)からオートファゴソームが生まれる。酵母のPASは、液胞近くに局在する複合体であるが、この局在性の意義は分かっていない。成熟した酵母のオートファゴソームは液胞かリソソームと直接融合し、哺乳類のようなアンフィソームは形成しない。
酵母のオートファゴソームの成熟の際には、Atg1、Atg13、Atg17が働く。Atg1は、オートファジーの誘導により正に制御されるキナーゼである。Atg13はAtg1を制御し、Atg13:Atg1と呼ばれる複合体を形成し、栄養源検知のマスター因子であるTorからシグナルを受け取る。Atg1は、オートファゴソーム形成の後期段階でも重要である。

### 神経細胞中の役割
神経細胞中では、オートファゴソームは神経突起の先端で生成され、神経繊維に沿って細胞体の方に移動しながら成熟（酸性化）する。神経細胞内でオートファゴソームと共存するハンチンチンまたはHAP1が枯渇すると、この軸索輸送は中断される。